# Caius Cilnius Proculus
Caius Cilnius Proculus est un sénateur romain, consul suffect en 100 puis gouverneur de Mésie supérieure vers 100-102 sous Trajan.

## Biographie
Il est consul suffect en 100 puis est envoyé comme gouverneur de Mésie supérieure avant la première guerre dacique. Il l'est au moment de la première année de campagne,,,, puis Quintus Sosius Senecio le remplace pour la deuxième année des campagnes daces, fin 101 ou début 102.